# Schmidt E. Tamás
Schmidt Eligius Tamás, névváltozatok Schmidt E. Tamás, Schmidt Tamás, Schmidt Eligius (Budapest, 1936. február 10. – Budapest, 2016. március 14.) magyar matematikus, aki algebrával és főleg hálóelmélettel foglalkozott.

## Életpályája
1954-ben érettségizett a budapesti Toldy Ferenc Gimnáziumban, A budapesti matematikai tanulmányok után, 1959-ben diplomázott, majd az MTA Matematikai Kutatóintézetében (Rényi Intézet) dolgozott, és 1960-ban doktorált Fuchs László vezetésével. 1969-ben habilitált, és 1991-ig a Rényi Intézetben dolgozott, az utolsó húsz évben igazgatóhelyettesként. Közben másodállásban tanított az ELTE Algebra és Számelmélet Tanszékén. 
1991-ben a Budapesti Műszaki Egyetem tanszékvezető tanára lett, a matematikai tanszékeket matematikai intézetté szervezte át, amelyet 1995-től 1999-ig vezetett. 2006-ban nyugdíjba vonult. 2006-től professor emeritus volt.
1987/88-ban vendégprofesszor volt a calgary-i egyetemen, többször a manitobai egyetemen, 1963-tól 1965-ig a hallei Martin Luther Egyetemen, 1980/81-ben pedig a kasseli Alkalmazott Tudományok Egyetemén.
1991 és 2007 között az Algebra Universalis szerkesztőbizottság tagja volt, 1970-től pedig a Contributions to Algebra and Geometry, 1971 és 1992 között pedig a Studia Scientiarum Mathematicarum Hungarica társszerkesztője volt.

## Munkássága
Kutatási témái: hálóelmélet, moduláris hálók, univerzális algebrák. 1963-ban Grätzer Györggyel együtt bebizonyította a hálóelméletben mindkettőjükről elnevezett tételt az algebrai kongruenciahálók jellemzőiről (Grätzer–Schmidt-tétel). Schmidt Tamás több mint 130 dolgozatot publikált, ennek mintegy felét Grätzer Györggyel együtt.

## Díjai
- Grünwald Géza-emlékdíj, 1959[4]
- Matematikai díj, MTA 1974
- József Nádor-díj, 1999
- Széchenyi professzori ösztöndíj, 1999-2002
- Bolyai Farkas-díj, 2004
- Szent-Györgyi Albert-díj, 2006
- Tiszteletbeli munkatárs, Rényi Intézet, 2001
- Szőkefalvi-Nagy Béla-érem, Bolyai Intézet, Szegedi Egyetem, 2008

## Fordítás
- Ez a szócikk részben vagy egészben  az   E. Tamás Schmidt című német Wikipédia-szócikk fordításán alapul.  Az eredeti cikk szerkesztőit annak laptörténete sorolja fel. Ez a jelzés csupán a megfogalmazás eredetét és a szerzői jogokat jelzi, nem szolgál a cikkben szereplő információk forrásmegjelöléseként.